# Florent De Bleeckere
Florent Emmanuel Jacques De Bleeckere (Oudenaarde, 7 december 1816 - 8 mei 1887) was een Belgisch volksvertegenwoordiger.

## Levensloop
Hij was de zoon van de koopman Barthélémy De Bleeckere en van Marie-Thérèse Bauwens. Hij werd zelf ook handelaar in Oudenaarde.
Zijn eerste stappen in de politiek waren zijn verkiezing tot gemeenteraadslid van Oudenaarde (1847 tot aan zijn dood). Van 1848 tot 1864 was hij schepen.
Hij verliet het schepencollege om bestendig afgevaardigde te worden van de provincie Oost-Vlaanderen (1864-1880). Hij was sinds 1853 provincieraadslid.
Hij verliet de deputatie in 1880 toen hij verkozen werd tot katholiek volksvertegenwoordiger voor het arrondissement Oudenaarde. Hij vervulde dit mandaat tot aan zijn dood.